# Youssef Rossi
Youssef Rossi (arabisch يوسف روسي; * 28. Juni 1973 in Casablanca, Marokko) ist ein ehemaliger marokkanischer Fußballspieler.

## Vereinskarriere
1994 unterschrieb Rossi mit 21 Jahren einen Vertrag beim marokkanischen Proficlub Raja Casablanca. Dieser dominierte damals den marokkanischen Fußball, sodass Rossi 1996 die Meisterschaft und den Pokalsieg und 1997 erneut die Meisterschaft feiern konnte. Im selben Jahr gewann der Verein die afrikanische Champions League. Nach dem Titelgewinn sah Rossi seine Chance im Ausland und unterschrieb einen Vertrag beim französischen Erstligaverein Stade Rennes. Dort bildete er mit Eddy Capron die Innenverteidigung. 1999 wurde er durch Lamine Diatta und Julien Escudé jedoch aus der Startelf verdrängt. Er lief kein einziges Mal für die erste Mannschaft auf und kam lediglich auf zwei Einsätze für die Reserve. Daraufhin entschied er sich in der Winterpause der Saison 1999/2000 zum Wechsel nach Nijmegen. Auch dort kam er nur auf vier Einsätze, woraufhin er im Sommer 2000 zu Dunfermline Athletic ging. Anfangs genoss er noch das Vertrauen seines Trainers, Jimmy Calderwood, welches er aber durch schlechte Leistungen verspielte. Daher kam er in der Saison 2002/03 zu keinem einzigen Einsatz, durfte den Verein jedoch nicht verlassen. 2003 ging er dann zurück zu Raja Casablanca, womit er 2004 erneut marokkanischer Meister wurde. 2005 wechselte Rossi schließlich nach Katar zum Al-Khor SC und ließ seine Karriere ausklingen. Nach seinem Karriereende 2008 arbeitete er für Raja Casablanca als technischer Direktor.

## Nationalmannschaft
Für Marokko nahm Rossi an der Weltmeisterschaft 1998 teil. Er lief in allen drei Gruppenspielen für seine Mannschaft auf.